# Charlie Gard-sagen
Charlie Gard-sagen var en retssagom den britiske dreng Charlie Gard (født 4. august 2016, død 28. juli 2017), der var uhelbredeligt syg og døde en uge før sin etårs fødselsdag.
Charlie Gard virkede rask ved fødslen og vejede normalt, men blev efterhånden svækket. Efter en månedstid bemærkede forældrene, at der var noget galt. Lægerne fandt ud af, at han led af mitochondrial DNA depletion syndrome (som et af 16 børn på verdensplan. Lidelsen gør, at barnets krop ikke får nok energi, da kroppen har mindre mitokondrielt DNA). Det svækker musklerne og skader hjernen. Måneden efter fik han desuden problemer med vejrtrækningen. Han var døv, blind og kunne ikke trække vejret selv, hvorfor han var tilsluttet en respirator.

## Retssagen
Sagenbegyndte i marts 2017,da en dommer af hospitalet blev anmodet om at beordre, at behandlingen skulle stoppes. En månedstid senere kom afgørelsen: han skulle overføres til palliativ behandling, hvilket forældrene bad en appeldomstol om at at stilling til. Den afviste appellen og forældrene tabte også i den britiske højesteret.
Forældrene havde ønsket, at han skulle modtage en eksperimentel behandling i USA, men det havde domstolene ikke givet lov til. Lægerne fra Great Ormond Street Hospital, hvor han var i behandling, argumenterede i retten for, at det ikke var i Charlie Gards interesse. Indtil da havde der (siden januar) været en indsamling til betaling for behandlingen. Sagen nåede at runde den britiske højesteret, men da den heller ikke gav familien medhold, forsøgte de med den Den Europæiske Menneskerettighedsdomstol, men efter en uge oplyste de, at den nægtede at tage sagen op. I begyndelsen af juli kom en besked fra Pave Frans om, at Bambino Gesù-hospitalet gerne ville fortsætte behandlingen, og dagen efter kom en støtteerklæring fra USA's præsident Donald Trump.
Behandlingen i USA var forpasset. Forældrene havde forgæves forsøgt at få ham med hjem, så de kunne være sammen med ham i ro og fred, så de kunne få en kærlig afsked. Men der var ikke plads en til respirator i hjemmet. 26. juli skulle High Court (svarende til Landsretten i Danmark) afgøre, hvordan Charlie Gard skulle leve sin sidste tid, og hvor han skulle dø. At det skulle foregå hjemme var blevet afvist, hvad forældrene accepterede i retten, så nu var spørgsmålet, om han skulle dø på hospitalet eller på et hospice. Det skulle forældrene aftale med sygehuset inden middag dagen efter. Ved uenighed skulle han overføres til et hospice.